# Трахтенберг, Йосеф
Йосеф Трахтенберг (идиш יוסף טראַכטנבערג‎ — Йойсеф Трахтнберг; 1912, Бричаны, Хотинский уезд, Бессарабская губерния — 1941, Транснистрия) — еврейский писатель и драматург, поэт. Писал на идише.

## Биография
Родился в Бричанах Хотинского уезда Бессарабской губернии Российской империи, ныне Республика Молдова.
Входил в литературную группу «Юнг-Руменье» (Румыния молодая) в Кишинёве и позже в Бухаресте, основанную бессарабскими литераторами Янкевом Якиром, Герцом Гайсинером-Ривкиным и другими. Публиковаться начал в 1933 году, когда две его большие поэмы «Бесарабиш» (по-бессарабски) и «Кацовим» (мясники) были опубликованы в сигетском литературном журнале «Уфганг» (Восход, № 4).
Поэма «Аф бесарабер эрд» (на бессарабской земле) была также опубликована в Сигете, потом отдельной книгой в Чикаго (1935), с обложкой работы Лазаря Дубиновского. Эта поэма, эпического характера, состояла из двух частей: I — «Пролог, лето в деревне, зима в деревне, пролетают годы»; II — «Под царским ярмом, красная весна, последняя вспышка, тени, эпилог». Другая большая поэма в 3 тысячи строк «Ди лецте вандерунг» (последнее скитание) была опубликована в журнале «Уфганг» в мае и июне 1935 года.
В 1936 году Иосеф Трахтенберг вместе с поэтом Йослом Лернером написал серию драматических сцен для театра-варьете, и сам выступал в таких постановках как «Дер катеринщик» (шарманщик), «Дер васер-фирер» (водовоз), «Рейзелес холем» (Сон Рейзеле).
С началом румынской оккупации Бессарабии в 1941 году, И. Трахтенберг с семьёй был депортирован в Транснистрию и убит в районе Каменец-Подольска.

## Публикации
- אױף בעסאַראַבער ערד (Аф бесарабер эрд — на бессарабской земле). Чикаго: М. Цешинский, 1935. — 3000 экз.